# Brugg
Brugg (toponimo tedesco) è un comune svizzero di 11 092 abitanti del Canton Argovia, nel distretto di Brugg del quale è capoluogo; ha lo status di città.

## Geografia fisica
La città è attraversata dal fiume Aar ed è collegata a Frick attraverso il valico Bözbergpass. Verso nord la montagna Bruggerberg fa parte della catena del massiccio del Giura.

## Storia
La città fu acquisita dalla casa d'Asburgo nell'XI secolo; nel 1415 passò al territorio di Berna, nel 1798 al Canton Argovia. Nel 1901 ha inglobato il comune soppresso di Altenburg, nel 1970 quello di Lauffohr, nel 2010 quello di Umiken e nel 2020 quello di Schinznach-Bad.

## Monumenti e luoghi d'interesse

### Architetture religiose

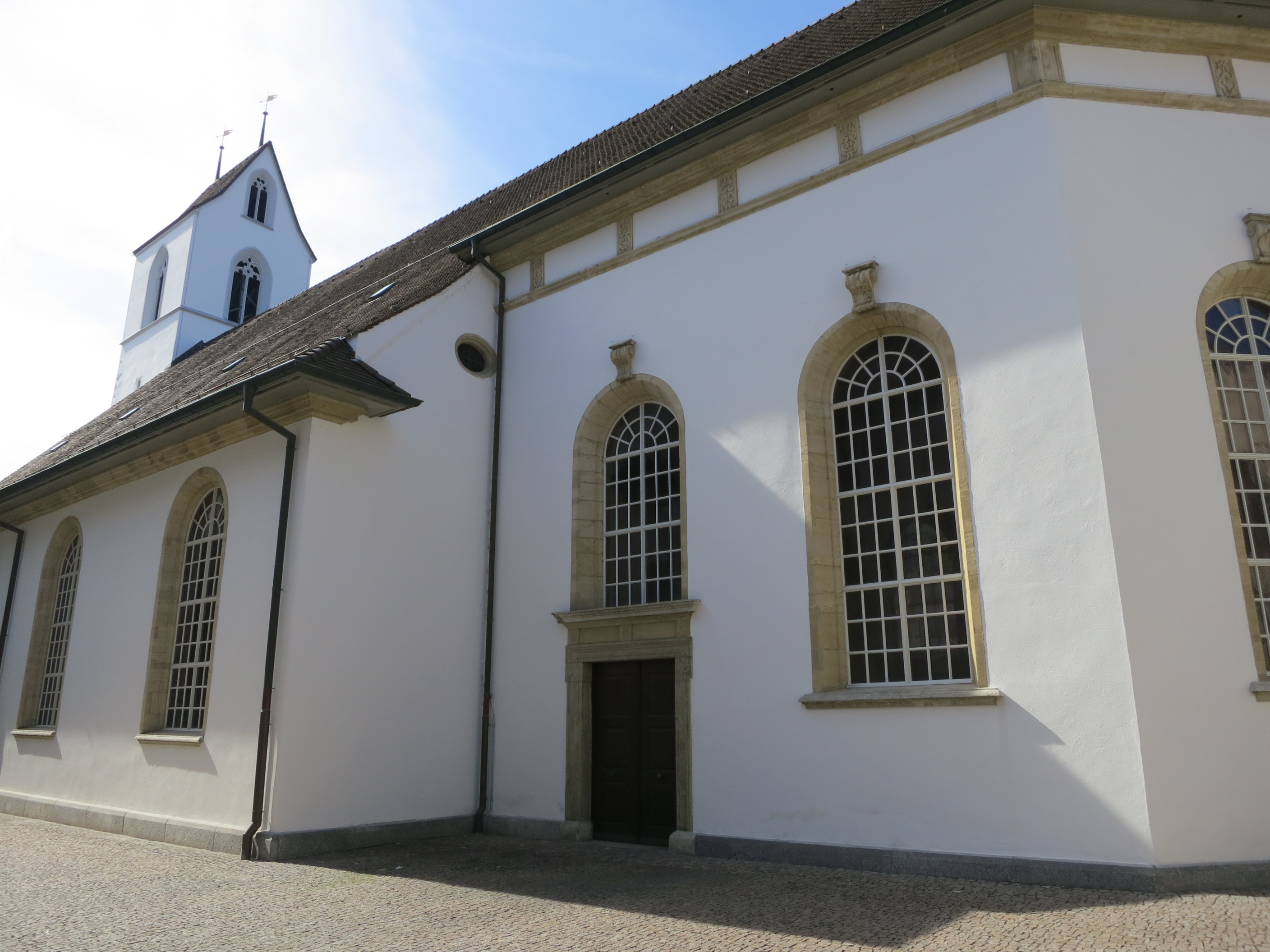
La chiesa riformata

- Chiesa riformata (Stadtkirche, già chiesa di San Nicola), eretta nel XIII secolo e ricostruita nel 1479-1518 e nel 1734-1740[1];
- Chiesa cattolica di San Nicola, eretta nel 1907[1].

### Architetture civili

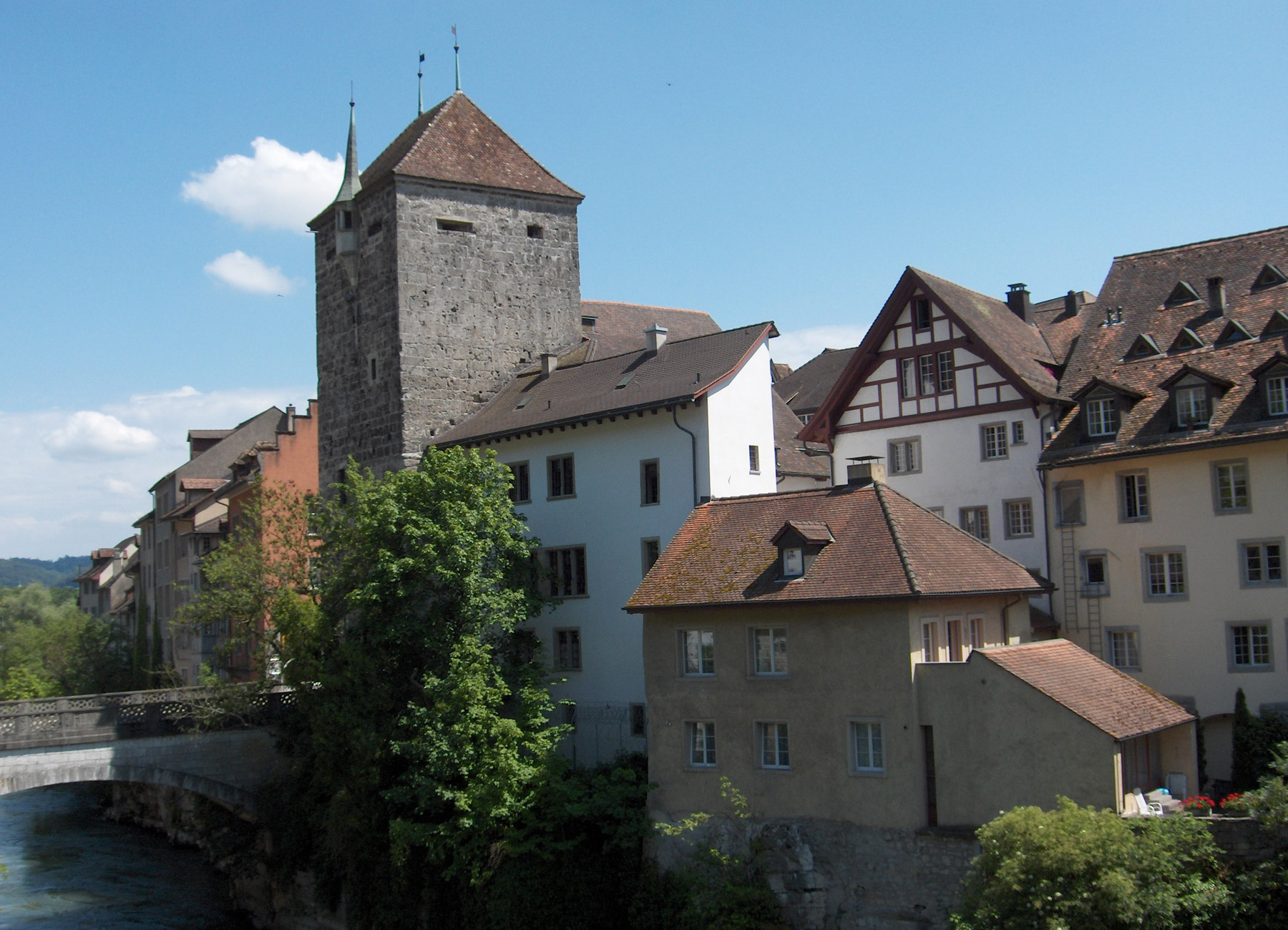
La Torre Nera

- Torre Nera (Schwarzer Turm) presso il ponte sull'Aar, eretta nel XII secolo[1].
- Ponti in pietra sul fiume Aar, eretto nel 1577 e ricostruito nel 1925[1];
- Torri medievali[senza fonte];
- Scuola latina[senza fonte].

## Società

### Evoluzione demografica
L'evoluzione demografica è riportata nella seguente tabella (dal 1930 con Altenburg, dal 1970 con Lauffohr):
Abitanti censiti

## Cultura

### Musei
- Museo Vindonissa, aperto nel 1912[1].

## Geografia antropica
- Altenburg
- Lauffohr
- Schinznach-Bad
  - Bad Schinznach
- Umiken

## Infrastrutture e trasporti

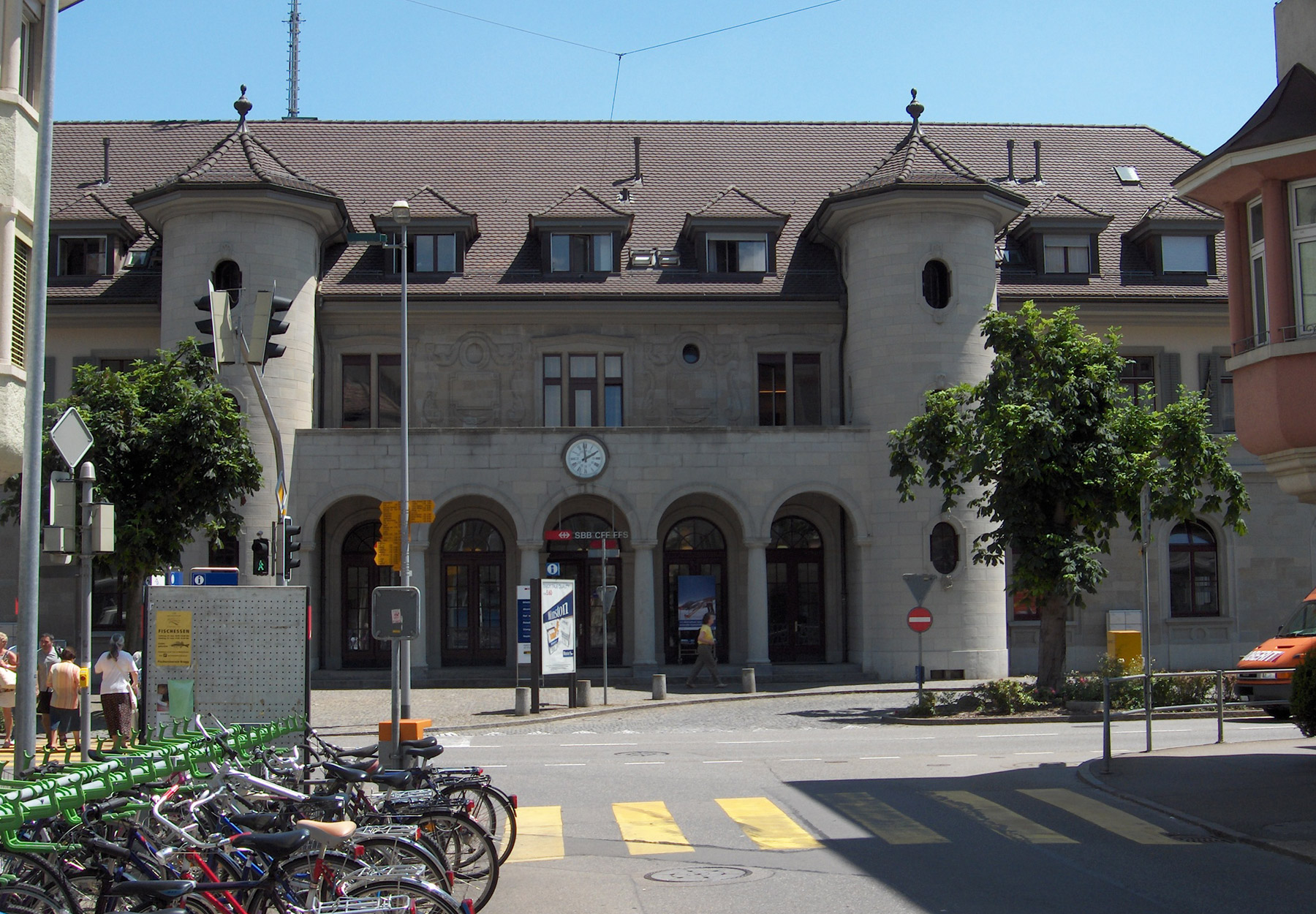
La stazione di Brugg

Rilevante nodo ferroviario, Brugg è servita dall'omonima stazione sulle ferrovie Zurigo-Olten, Brugg-Immensee e Bözbergbahn (linea S12 della rete celere di Zurigo e linee S23, S25 e S29 della rete celere dell'Argovia).

## Amministrazione
Ogni famiglia originaria del luogo fa parte del cosiddetto comune patriziale e ha la responsabilità della manutenzione di ogni bene ricadente all'interno dei confini del comune.